# Telesfor Piecuch
Telesfor Władysław Piecuch (ur. 27 lutego 1928 w Wilcznej, zm. 9 marca 2022 we Wrocławiu) – polski chirurg, profesor doktor habilitowany nauk medycznych, pułkownik w stanie spoczynku, były Kierownik Kliniki Chirurgicznej 4 Wojskowego Szpitala Klinicznego z Polikliniką we Wrocławiu, były Główny Chirurg Śląskiego Okręgu Wojskowego, były członek Rady Wydziału Lekarskiego Wojskowej Akademii Medycznej w Łodzi, członek Towarzystwa Chirurgów Polskich od 1957 r.

## Życiorys
Syn Władysława, nauczyciela i Władysławy z domu Walkowskiej. Do wybuchu II wojny światowej ukończył 4 klasy szkoły podstawowej. W czasie okupacji, po ukończeniu 14 roku życia, pracował w mleczarni w Cieninie Kościelnym i Radolinie, aby nie zostać wywiezionym do pracy w Niemczech, co dwa lata wcześniej spotkało jego starszego brata Zdzisława. Pod koniec okupacji przymusowo pracował przy budowie okopów. W 1945 r. zaczął uczęszczać do Gimnazjum i I Liceum Ogólnokształcącego im. Tadeusza Kościuszki w Koninie, które ukończył maturą w 1948 r. Początkowo planował zostać pilotem wojskowym. Z powodu wady wzroku musiał zrezygnować z kariery pilota i zdecydował się studiować medycynę. W 1948 r. rozpoczął studia na Wydziale Lekarskim Uniwersytetu, a następnie Akademii Medycznej w Poznaniu. Dyplom lekarza z numerem 1044/53 uzyskał 3 września 1953 r. Przez cały okres studiów bardzo pomagali mu rodzice i siostra.
Całe jego życie zawodowe związane było z chirurgią. Najpierw z nakazu pracy w latach 1953–1956 pracował jako asystent Oddziału Chirurgicznego Szpitala Miejskiego w Gorzowie Wielkopolskim, w latach 1955–1956 kierował tamtejszym pogotowiem ratunkowym. Przez miesiąc pełnił też funkcję ordynatora w Szpitalu Powiatowym w Krośnie Odrzańskim. Następnie, od 1 października 1956 r. po wygraniu konkursu na stanowisko asystenta (kierownik prof. dr hab. Zdzisław Jezioro), został zatrudniony w III Klinice Chirurgicznej Akademii Medycznej we Wrocławiu. Od maja 1957 r. odbywał okresową służbę wojskową, pracując jako asystent Oddziału Chirurgicznego Wojskowego Szpitala Okręgowego we Wrocławiu (ordynator prof. dr hab. Tadeusz Orłowski). W 1959 r. związał się na stałe z wojskiem i ze Szpitalem Wojskowym we Wrocławiu. W tamtym czasie został skierowany na przeszkolenie w charakterze starszego lekarza pułku w Leśnicy. Przez dwa miesiące pełnił funkcję ordynatora Szpitala Wojskowego w Żarach. W 1978 r. awansował do stopnia pułkownika oraz kierownika Kliniki Chirurgicznej, którą zorganizował w czasie, gdy Wojskowy Szpital Okręgowy uzyskał status szpitala klinicznego. Kliniką Chirurgiczną kierował do 1994 r. W tym czasie wykonano około 25 000 operacji z zakresu chirurgii ogólnej, chirurgii naczyniowej i torakochirurgii, przeszkolono około 3000 studentów oraz około 300 lekarzy na stażach. Z zawodem chirurga rozstał się 30 listopada 1999 r.

## Kariera zawodowa
Pierwszy stopień specjalizacji z zakresu chirurgii ogólnej uzyskał w 1957 r., drugi stopień w 1960 r. Przed tymi egzaminami odbył kursy szkoleniowe w klinikach prof. Wiktora Brossa, prof. Jana Nielubowicza, prof. Adama Piskorza, prof. Klemensa Skóry i prof. Zygmunta Szydłowskiego, prof. Henryka Kusia, prof. Michała Kraussa oraz doktora Mariana Wruka. Doktorat obronił w 1967 r. (promotor prof. dr hab. Wiktor Bross), habilitował się w 1976 r. W 1986 r. objął stanowisko docenta. W 1989 r. uzyskał tytuł profesora nadzwyczajnego.
Dorobek naukowy obejmuje 145 publikacji i 215 wystąpień na konferencjach, zjazdach i sympozjach naukowych. Wypromował 6 doktorów nauk medycznych oraz był opiekunem 1 habilitacji. Opracował 26 recenzji doktorskich, habilitacyjnych i profesorskich. W 1979 r. został członkiem Rady Wydziału Lekarskiego Wojskowej Akademii Medycznej w Łodzi. Od tego czasu egzaminował z chirurgii studentów kończących Wojskową Akademię Medyczną w Łodzi. Równocześnie był członkiem Komisji Egzaminacyjnej na I i II stopień chirurgii ogólnej, a następnie przewodniczył komisji egzaminacyjnej na I stopień chirurgii. W 1957 r. został członkiem Towarzystwa Chirurgów Polskich, w tym przez dwie kadencje był członkiem Zarządu Oddziału Dolnośląskiego i przez jedną kadencję Zarządu Sekcji Chirurgów Wojskowych Towarzystwa Chirurgów Polskich. W 1968 r. został członkiem Sekcji Torakochirurgicznej Towarzystwa Chirurgów Polskich, w 1983 r. członkiem Sekcji Chirurgii Onkologicznej Towarzystwa Chirurgów Polskich, a także członkiem Stowarzyszenia Kombatantów Misji Pokojowych ONZ. Był organizatorem posiedzeń naukowych Dolnośląskiego Oddziału Towarzystwa Chirurgów Polskich oraz konferencji chirurgów wojskowych.
Pełnił także obowiązki Głównego Chirurga Śląskiego Okręgu Wojskowego. W 1975 r. odbył kurs chirurgii polowej w Wojskowej Akademii Medycznej w Leningradzie, przez pół roku w 1976 r. był żołnierzem ONZ, kierując oddziałem chirurgicznym polowego szpitala w Ismailii w Egipcie, a także pełnił funkcję zastępcy komendanta tego szpitala. Prowadził także zajęcia z chirurgii polowej w Studium Wojskowym Akademii Medycznej we Wrocławiu.

### Główne kierunki pracy zawodowej i naukowej
- Rany postrzałowe, w tym badania nad tzw. jamą czasową (rozprawa habilitacyjna)
- Obrażenia wielonarządowe
- Leczenie operacyjne chorób tarczycy z wdrożeniem własnych usprawnień w resekcji wola, a także w sposobie drenażu rany operacyjnej
- Leczenie operacyjne nadnerczy
- Leczenie operacyjne nowotworów sutka z wczesnym zastosowaniem metody Pateya w raku
- Leczenie operacyjne chorób dróg żółciowych (rozprawa doktorska Ludwika Sytego) z wczesnym zastosowaniem technik laparoskopowych oraz operacje naprawcze łącznie z zabiegiem sposobem Rodney-Smitha, rzadko zespolenia przewodowo-dwunastnicze, ze względu na niepożądane skutki tej metody
- Leczenie operacyjne chorób przełyku, w tym nowotworów oraz kurczu wpustu, a także przepuklin rozworu przełykowego przepony
- Leczenie operacyjne żołądka (rozprawa doktorska Andrzeja Martina), w tym resekcje żołądka sposobem Rydygiera lub Billrotha II z dodaniem zespolenia międzyjelitowego sposobem Brauna i zastosowaniem staplera do zwężania żołądka
- Wykonywanie całkowitej resekcji żołądka z wykorzystaniem zespoleń typu Omega lub Ypsilon, preferowanych z powodu ich antyrefluksowości
- Leczenie operacyjne jelita grubego łącznie z proktokolektomią, z wykonywaniem „J” zbiornika na jelicie cienkim, oraz zespolenia osiowego w resekcjach jelita cienkiego
- Leczenie operacyjne przepuklin brzusznych, zwłaszcza pachwinowych (rozprawa doktorska Henryka Widery), m.in. wprowadzenie metody Shouldice’a
- Zapoczątkowanie metod siatkowych, na przykład sposobem Lichtensteina i innych oraz technik laparoskopowych
- Leczenie operacyjne żylaków kończyn dolnych (rozprawa habilitacyjna Romana Jaworskiego), stripping, flebektomia i podwiązywanie żył przeszywających
- Zagrożenia zakrzepowo-zatorowe w chirurgii (rozprawy doktorskie Marka Syski i Jana Cianciary)
- Chirurgia tętnic obwodowych, w tym operacje w zespole Leriche’a i w tętniakach aorty brzusznej
- Sympatektomia lędźwiowa i piersiowa z dostępu pachowego
- Resekcja tkanki płucnej różnej rozległości
- Leczenie operacyjne guzów śródpiersia

Przykłady ciekawszych zabiegów operacyjnych:
- Operacja rozległego naczyniaka jamistego odbytnicy u chłopca z zastosowaniem zespolenia z odbytem typu „pull-through”
- Zaszycie rany serca z wynikiem pomyślnym
- Operacje w zespole łuku aorty
- Operacje w przetrwałym przewodzie Botalla
- Operacje w koarktacji aorty
- Usunięcie nasieniaka śródpiersia
- Ponadto wraz z informatykami, opracował system komputerowej rejestracji, opisu i analiz zabiegów chirurgicznych „Chirurgia”.

## Rodzina i zainteresowania
Od 1956 r. był w związku małżeńskim z Hanną (zm. 2018) z domu Rogalewicz, z którą miał syna Piotra i córkę Katarzynę.
Odbył kurs szybowcowy, uprawiał wioślarstwo, koszykówkę, tenis, turystykę górską, pływanie, uczył się gry na skrzypcach, należał do harcerstwa (drużynowy). Interesował się także fotografią i ogrodnictwem.
W roku 2023 ukazała się jego autobiograficzna książka pt. Miałem trochę szczęścia w życiu. Wspomnienia dziewięćdziesięcioletniego chirurga.

## Publikacje
- 1959
  - Śledziony dodatkowe i ich znaczenie w chirurgii. Tadeusz Orłowski, Telesfor Piecuch. „Lekarz Wojskowy” 35(9), s. 993–997

- 1960
  - Krytyczna ocena resekcji wyłączających wg Finsterera. „Lekarz Wojskowy” 36(7), s. 695–698

- 1966
  - Obrażenia klatki piersiowej. Telesfor Piecuch, Krystyna Zawadzka, Henryk Kołosowski. Pamiętnik 42 Zjazdu Chirurgów Polskich t. 1, s. 304–307

- 1970
  - „Zamknięte” zespolenia jelitowe z uwzględnieniem własnych badań doświadczalnych. „Lekarz Wojskowy” Supl. IV, s. 33–38

- 1972
  - Krwionośny naczyniak jamisty odbytnicy. „Polski Przegląd Chirurgiczny” XLIV(10), s. 1565–1567

- 1973
  - Leczenie żylaków kończyn dolnych metodą wyrwania. Tadeusz Orłowski, Telesfor Piecuch, Leon Polak, Roman Jaworski. „Polski Przegląd Chirurgiczny” 45(2), s. 151–157
  - Zespół Leriche’a. Telesfor Piecuch, Andrzej Martin. „Lekarz Wojskowy” 49(4), s. 342–346

- 1974
  - Operacyjne leczenie choroby wrzodowej żołądka i dwunastnicy. Telesfor Piecuch, Wojciech Pluciński, Roman Jaworski. „Lekarz Wojskowy” 50(12), s. 879–885
  - Własne badania doświadczalne nad uzyskaniem obrazu tzw. jamy czasowej w zranieniach postrzałowych. Pamiętnik 47 Zjazdu Chirurgów Polskich, Katowice, s. 324–325

- 1976
  - Patomechanizm uszkodzeń postrzałowych w świetle własnych badań doświadczalnych. „Lekarz Wojskowy” 52(3), s. 157–167
  - Rana kłuta prawej komory serca. „Polski Przegląd Chirurgiczny” 48(3), s. 415–416
  - Wyniki leczenia choroby wrzodowej wagotomią z pyloroplastyką. Telesfor Piecuch, Leon Polak, Andrzej Martin, Wojciech Pluciński, Roman Jaworski. „Wiadomości Lekarskie” 29(15), s. 1331–1334
  - Wyniki operacyjnego leczenia przepuklin pachwinowych. Telesfor Piecuch, Roman Jaworski. „Wiadomości Lekarskie” 29(16), s. 1417–1420
  - Wyniki zeszycia przedziurawionego wrzodu żołądka lub dwunastnicy. Telesfor Piecuch, Leon Polak, Roman Jaworski. „Wiadomości Lekarskie” 29(23), s. 2099–2101

- 1977
  - Leczenie chirurgiczne przewlekłej niedrożności tętnic kończyn dolnych. Telesfor Piecuch, Roman Jaworski, Leon Polak. „Wiadomości Lekarskie” 30(2), s. 87–91
  - Wczesne wyniki leczenia operacyjnego przepuklin pachwinowych metodą Shouldice’a. Telesfor Władysław Piecuch, Roman Jaworski, Jan Hajnus. „Wiadomości Lekarskie” 30(3), s. 183–185

- 1978
  - Przypadek tępego urazu śledziony z masywnym odroczonym krwotokiem. „Lekarz Wojskowy” 54(11-12), s. 704–705
  - Rzadki przypadek żylaka żyły podkolanowej prawej. „Polski Przegląd Chirurgiczny” 50(5), s. 435–436

- 1979
  - Działalność Oddziału Chirurgicznego Polskiego Szpitala UNEF w drugiej połowie 1976 r. Telesfor Piecuch, Krzysztof Ziółkowski. „Lekarz Wojskowy” 55(3-4), s. 141–145
  - Leczenie operacyjne wola. Telesfor Piecuch, Leon Polak, Roman Jaworski, Henryk Widera, Władysław Pełech, Tadeusz Stankiewicz. „Wiadomości Lekarskie” 32(16), s. 1131–1133

- 1980
  - Postępowanie w tzw. odmie samoistnej. Telesfor Piecuch, Leon Polak. „Wiadomości Lekarskie” 33(3), s. 157–161

- 1981
  - Guzy zapalne jelita grubego. Telesfor Piecuch, Roman Jaworski, Józef Molasy, Leon Polak. „Wiadomości Lekarskie” 34(13), s. 1063–1069
  - Obserwacje nad źródłem zakażenia ran operacyjnych. „Wiadomości Lekarskie” 34(1), s. 15–18
  - Przypadek zespołu łuku aorty leczony operacyjnie. Telesfor Piecuch, Leon Polak, Roman Jaworski, Jerzy Bitt, Andrzej Martin, Danuta Soroka. „Lekarz Wojskowy” 57(7-8), s. 414–416

- 1982
  - Mechanisms of Development of Shot Wounds Caused by Missiles of Different Initial Velocity. Telesfor Piecuch, Tadeusz Orłowski, Janusz Domaniecki, Aleksander Badowski. Acta Chir Scand, Suppl 508, s. 123–127
  - Poziom produktów degradacji fibrynogenu w surowicy krwi w niektórych stanach chirurgicznych. Telesfor Piecuch, Barbara Muzała-Bogdan. „Wiadomości Lekarskie” 35(7-8), s. 473–478

- 1983
  - Wyniki leczenia samoistnej odmy jamy opłucnej. „Wiadomości Lekarskie” 36(5), s. 357–360

- 1984
  - Nasieniak śródpiersia. „Polski Przegląd Chirurgiczny” 56(8), s. 855–857
  - Ocena spoczynkowego wskaźnika kostkowo-ramiennego drugiej kończyny dolnej u chorych z chorobami naczyniowymi kierowanych do konsultacji lub leczenia chirurgicznego. „Wiadomości Lekarskie” 37(10), s. 755–760
  - Spoczynkowy wskaźnik kostkowo-ramienny w chorobach naczyniowych kończyn dolnych leczonych operacyjnie. „Polski Przegląd Chirurgiczny” 56(6), s. 621–626

- 1985
  - Przypadek cieśni tętnicy głównej u żołnierza służby zasadniczej. Stefan Korcz, Telesfor Piecuch, Czesław Telichowski, Jolanta Tunikowska, Roman Jaworski. „Lekarz Wojskowy” 61(3-4), s. 258–262
- 1987
  - Wyniki badań bakteriologicznych u chorych leczonych z powodu różnych zakażeń ropnych. „Polski Przegląd Chirurgiczny” 59(12), s. 1022–1028

- 1988
  - Analiza dolegliwości poposiłkowych u chorych po resekcji żołądka z powodu choroby wrzodowej. Telesfor Piecuch, Andrzej Martin. „Wiadomości Lekarskie” 41(6), s. 357–363
  - Guzy zaotrzewnowe leczone chirurgicznie. Telesfor Piecuch, Krzysztof Skrzyński. „Lekarz Wojskowy” 64(3-4), s. 165–168
  - Ocena stanu odżywienia chorych po resekcji żołądka sposobem Billrotha II z powodu choroby wrzodowej żołądka i dwunastnicy. Telesfor Piecuch, Andrzej Martin. „Wiadomości Lekarskie” 41(7), s. 437–442
  - Rozwój chirurgicznego leczenia choroby wrzodowej żołądka i dwunastnicy. „Lekarz Wojskowy” 68(102), s. 77–81
  - Usprawnienie odsysania rany po tzw. subtotalnej strumektomii. „Lekarz Wojskowy” 64(1-2), s. 124–126
  - Wole śródpiersiowe u chorej operowanej przed 12 laty z powodu wola szyjnego. Telesfor Piecuch, Jerzy Pawełczyk, Jan Wilczyński. „Polski Przegląd Chirurgiczny” 60(5), s. 467–470
  - Wyniki badania dystansu chromania przestankowego za pomocą bieżni. Telesfor Piecuch, Krzysztof Skrzyński. „Polski Przegląd Chirurgiczny” 43(24), s. 771–772

- 1989
  - Analiza niektórych czynników wpływających na pooperacyjny nawrót przepukliny pachwinowej u mężczyzn. Telesfor Piecuch, Henryk Widera. „Polski Przegląd Chirurgiczny” 61(3), s. 169–175
  - Resting Ankle-Arm Pressure Index in Vascular Diseases of the Lower Extremities. Telesfor Piecuch, Roman Jaworski. Angiology. 40(3), s. 181–185

- 1990
  - Rak płuca. Telesfor Piecuch, Ludwik Syty, Czesław Muczyński. „Lekarz Wojskowy” 66(3-4), s. 144–148

- 1991
  - Ocena zagrożenia zakrzepicą żylną kończyn dolnych u chorych operowanych. Marek Syska, Telesfor Piecuch. Pamiętnik Zjazdu Towarzystwa Chirurgów Polskich
  - Rany postrzałowe leczone operacyjnie. „Polski Przegląd Chirurgiczny” 63(1), s. 31–39
  - Wstępna ocena wyników stosowania indobufenu lub niskocząsteczkowej heparyny w profilaktyce przeciwzakrzepowej u chorych operowanych. Jan Cianciara, Telesfor Piecuch, Marek Syska. Pamiętnik Zjazdu Towarzystwa Chirurgów Polskich

- 1992
  - Guzy śródpiersia operowane w latach 1978–1989. Telesfor Piecuch, Ryszard Magiera. „Lekarz Wojskowy” 68(1–2), s. 29–32
  - Rozpoznanie ostrego brzucha. „Lekarz Wojskowy” 68(7–8), s. 383–386
  - System komputerowej rejestracji i opisu zabiegów operacyjnych – opracowanie własne. Telesfor Piecuch, Marzena Molenda, Konrad Piwowarski. Pamiętnik 55 Zjazdu Towarzystwa Chirurgów Polskich. I, s. 454–455
  - Uwagi praktyczne do tzw. strumektomii. Pamiętnik I Zjazdu Naukowego Sekcji Chirurgów Wojskowych Towarzystwa Chirurgów Polskich. s. 103–105
  - Wczesne powikłania po pierwotnych operacjach miażdżycy zarostowej tętnic kończyn dolnych. Leon Polak, Jan Cianciara, Roman Jaworski, Ryszard Magiera, Lech Pawłowski, Telesfor Piecuch. Pamiętnik 55 Zjazdu Towarzystwa Chirurgów Polskich. I, s. 120–123
  - Wyniki posiewów w powikłaniach ropnych po operacjach na narządach jamy brzusznej. Telesfor Piecuch, Ryszard Magiera. „Lekarz Wojskowy” 68(5–6), s. 261–263

- 1993
  - Ocena sympatektomii piersiowej z dostępem przez torakotomię pachową w leczeniu niedokrwienia kończyn górnych. Telesfor Piecuch, Jan Cianciara. „Lekarz Wojskowy” 69(11–12), s. 562

- 1994
  - Ocena stopnia zaawansowania raka płuca u chorych leczonych operacyjnie. Telesfor Piecuch, Marek Syska, Lech Szewczyk. Pamiętnik IV Konferencji Pneumonologów Wojska Polskiego. s. 40–49

- 1995
  - Mechanizm obrażeń w zranieniach postrzałowych. 57 Zjazd Towarzystwa Chirurgów Polskich

- 1996
  - Ocena wyników stosowania indobufenu, niskocząsteczkowej heparyny i mankietów pneumatycznych w profilaktyce przeciwzakrzepowej u chorych operowanych. Jan Cianciara, Telesfor Piecuch. 26 Zjazd Sekcji Chirurgów Klatki Piersiowej, Serca i Naczyń we Wrocławiu. 75, s. 259
  - Odległy wynik proktokolektomii i zespolenia typu J zbiornika jelita krętego z odbytnicą. „Lekarz Wojskowy” Supl. II, 72(2), s. 49
  - Trudności i powikłania cholecystektomii laparoskopowej. Marek Syska, Telesfor Piecuch, Roman Jaworski, Leon Polak, Ludwik Syty. „Lekarz Wojskowy” Supl. II 72(2), s. 150–152

- 1997
  - Stopień zaawansowania raka żołądka w materiale własnym. Lech Szewczyk, Telesfor Piecuch, Marek Syska, Edmund Prudlak. „Lekarz Wojskowy” Supl. IV 73(4), s. 111–112

- 1999
  - Ocena wyników leczenia pierwotnych przepuklin pachwinowych u mężczyzn sposobem Shouldice’a. Radosław Zawisza, Telesfor Piecuch, Roman Jaworski, Adam Paszkowski. W: Wybrane zagadnienia z chirurgii. Warszawa, Fundacja Polski Przegląd Chirurgiczny

- 2019
  - Rana postrzałowa. Własne badania doświadczalne nad fenomenem postrzałowej jamy czasowej. ISBN 978-83-200-5756-0. Wydawnictwo Lekarskie PZWL

## Nagrody i wyróżnienia[1]
- Krzyż Kawalerski Orderu Odrodzenia Polski
- Złoty Krzyż Zasługi
- Medal ONZ W Służbie Pokoju
- Złoty Medal „Za zasługi dla obronności kraju”
- Odznaka honorowa „Za wzorową pracę w służbie zdrowia”
- Złota Odznaka „Zasłużony dla województwa wrocławskiego i miasta Wrocławia”
- Nagroda Szefa Sztabu Generalnego WP za najlepszą pracę habilitacyjną w 1976/77 r.
- Medal 40-lecia Polski Ludowej
- Złoty Medal „Siły Zbrojne w Służbie Ojczyzny”
- Złota Odznaka „Zasłużony dla woj. wrocławskiego i m. Wrocławia”